# کریسانتی آوجرو
کریسانتی آوجرو (به انگلیسی: Chrisanthi Avgerou) (به یونانی: Χρυσάνθη Αυγέρου؛ متولد ۱۹۵۴) دانشمند انگلیسی متولد یونان در زمینه مطالعه اجتماعی سیستم‌های اطلاعاتی، با تمرکز بر فناوری اطلاعات در کشورهای در حال توسعه است. او در حال حاضر استاد سیستم‌های اطلاعاتی در مدرسه اقتصاد لندن است.
آوجرو عضو جامعه رایانه بریتانیا و جامعه سیستم‌های اطلاعاتی (AIS)، سردبیر مجله جامعه اطلاعات(The Information Society) و مجله تحقیقات سیستم‌های اطلاعاتی(Information Systems Research Journal) است و به عنوان رئیس کمیته فنی نهم فدراسیون بین‌المللی پردازش اطلاعات با موضوع بررسی رابطه بین رایانه و جامعه فعالیت می‌کند.
او دارای مدرک کارشناسی ریاضی از دانشگاه آتن، کارشناسی ارشد علوم کامپیوتر از دانشگاه لوبرو و دکترای سیستم‌های اطلاعاتی از مدرسه اقتصاد لندن است.